# Ivaixka
Ivaixka (en rus: Ивашка) és un poble del krai de Kamtxatka, a Rússia, que el 2021 tenia 626 habitants. Pertany al districte d'Ossora.